# Kristina Orbakaite
Kristina Edmundovna Orbakaitė (ryska: Кристина Эдмундовна Орбакайте), född 25 maj 1971 i Moskva i dåvarande Sovjetunionen (som dotter till Mikolas Orbakas, en litauisk cirkuspersonlighet, och Alla Pugatjova, rysk sångerska) är en rysk sångerska. Orbakaite gjorde sin sångdebut vid tolv års ålder då hon spelade med Juri Nikulin i filmen Tjutjelo ("Fågelskrämman"). Idag är hon en av Rysslands populäraste popsångerskor.
Under sin USA-turné år 2000 åkte hon runt med sin mor Alla Pugatjova. Turnén kallades för Princess of Russian Song av den amerikanska pressen. Orbakaite var under en tid gift med Vladimir Presnjakov, som hon har en son, Nikita, med. Sonen föddes år 1990 men idag är Orbakaite och Presnjakov skilda.
År 1998 fick hon en andra son med affärsmannen Ruslan Baisarov. Numera är Orbakaite gift med affärsmannen Michail Zemtsov, och de har dottern Claudia tillsammans.